# Golfo do Ienissei

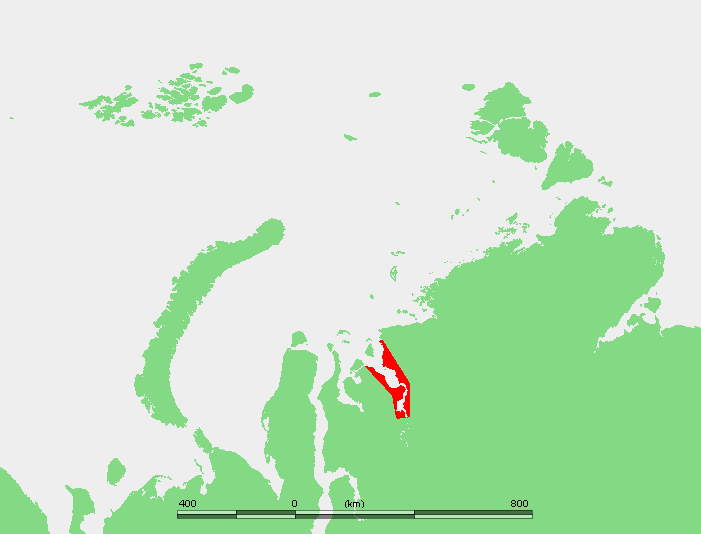
Localização do golfo do Ienissei

O golfo do Ienissei (em russo:   Енисейский залив) é um grande e largo estuário através do qual o rio Ienissei desagua no mar de Kara, no oceano Ártico.
O golfo do Ienissei e todas as suas ilhas pertencem ao Krai de Krasnoyarsk, uma divisão administrativa da Federação Russa e integra a «Reserva Natural Estatal Grande Ártico», a maior reserva natural da Rússia.
A sua profundidade máxima é de 63 m.